# خژانخوو
خژانخوو (به لهستانی:  Chrząchów) یک روستا در لهستان است که در گمینا کونگسکووولا واقع شده‌است. خژانخوو ۷۳۶ نفر جمعیت دارد و ۱۸۰٫۲ متر بالاتر از سطح دریا واقع شده‌است.